# Die Freundin meines Mannes
Die Freundin meines Mannes ist eine deutsche Ehekomödie aus dem Jahre 1957 von Axel von Ambesser um einen Mann (Hans Söhnker) zwischen zwei Frauen (Barbara Rütting und Hannelore Schroth).

## Handlung
Alfred Roscher hat es geschafft: Der arrivierte Architekt, ein typisches Produkt der Wirtschaftswunderjahre, hat Erfolg im Beruf, fährt einen Nobelschlitten und hat eine brave Ehefrau an seiner Seite sowie zwei recht wohlgeratene und nahezu volljährige Kinder (eine Tochter, einen Sohn). Obwohl oder vielleicht auch gerade weil er seit zwei Jahrzehnten mehr oder weniger glücklich verheiratet ist und seine treue Gattin Gabriele das geräumige Haus zu einem richtigen Heim gemacht hat, ist er dem Einerlei seiner Ehe ein wenig überdrüssig geworden. Als Alfred eines Tages die mondäne Modeschöpferin und Wahl-Pariserin Charlotte Bernhardt kennen lernt, ist es um ihn geschehen. Sie verkörpert all das, was Gabriele nicht besitzt: Weltläufigkeit, Chic und Esprit. So dauert es nicht lange, dass Alfred ihrem Charme erliegt und ihr Avancen macht. 
Was für den graumelierten Architekten als eine Affäre ohne Konsequenzen beginnt, endet für ihn bald in einer peinlichen Angelegenheit: Denn die Kinder Mariella und Claus missbilligen den mutmaßlichen Fremdgang des Vaters, und seine Gattin ist mitnichten bereit, ihren Alfred kampflos an Konkurrentin Charlotte abzutreten. Da kaum die Grenzen ehelicher Treu überschreitend, glaubt Alfred Roscher fest daran, dass seine Gattin ihm die Miniaffäre schnell verzeihen wird, zumal Charlotte als ungebundene, selbständige Geschäftsfrau ohnehin nicht gewillt sein dürfte, ihre Unabhängigkeit für einen Mann aufzugeben. Doch da hat sich Alfred gleich zweimal geirrt: Charlotte verliebt sich wider Erwarten in den adretten Familienvater, und dessen Gattin nimmt Alfred Lustwandelei bei weitem nicht so sehr auf die leichte Schulter wie geglaubt. Nach kleineren Hakeleien zwischen den drei Protagonisten findet Roscher schließlich reuevoll zu Heim und Herd und seiner Ehefrau zurück.

## Produktionsnotizen
Die Freundin meines Mannes entstand im Frühling 1957 und wurde am 22. August 1957 in Frankfurt am Main uraufgeführt.
Produzent Alfred Greven, dessen letzter Kinospielfilm dies war, hatte auch die Produktionsleitung. Alfred Bütow gestaltete die Filmbauten. Auch für ihn war Die Freundin meines Mannes der letzte Kinofilm.

## Kritiken
Im Lexikon des Internationalen Films heißt es knapp: „Gepflegte Boulevardkomödie.“
„Schön altmodisch“ urteilte Cinema nicht minder kurz.